# Sarona flavidorsum
Sarona flavidorsum är en insektsart som beskrevs av Asquith 1994. Sarona flavidorsum ingår i släktet Sarona och familjen ängsskinnbaggar. Inga underarter finns listade i Catalogue of Life.